# المپیک تابستانی ۲۰۳۶
بازی‌های المپیک تابستانی ۲۰۳۶ (انگلیسی: 2036 Summer Olympics) که نام رسمی آن بازی‌های المپیاد XXXVI (انگلیسی: Games of the XXXVI Olympiad) می‌باشد، رویداد چندورزشی بین‌المللی پیشِ رو است.

## انتخاب میزبان

### نامزدهای تاییدشده
- گوادالاخارا–مکزیکوسیتی–تیخوانا–مونتری، مکزیک
- نوسان‌تارا، اندونزی
- استانبول، ترکیه

### نامزدهای بالقوه

#### آفریقا
- پایتخت جدید اداری مصر، مصر

#### آسیا
- سئول، کره جنوبی
- چنگدو-چونگ‌چینگ، چین
- احمدآباد، هند
- دوحه، قطر

#### اروپا
- بوداپست، مجارستان بوداپست، مجارستان
- فلورانس–بولونیا یا تورین، ایتالیا
- برلین، آلمان
- کپنهاگ، دانمارک
- لهستان

#### آمریکای شمالی
- تورنتو-مونترآل، کانادا:[۱]

### نامزدهای رد یا لغو شده
- مادرید، اسپانیا
- اودسا، اوکراین
- لندن–بیرمنگام–لیورپول–منچستر، بریتانیا